# HFZ Capital Group
HFZ Capital Group es una empresa de desarrollo e inversión inmobiliaria con sede en Nueva York. Ziel Feldman fundó HFZ en 2005 y ocupa el cargo de presidente. En 2019, HFZ gestiona promociones por valor de más de 10.000 millones de dólares.

## Historia
Antes de lanzar HFZ en 2005, Feldman fue director de la firma nacional de desarrollo Property Markets Group (PMG), que cofundó con Kevin Maloney en 1991. En PMG, Feldman también trabajó con Gary Barnett de Extell Development Company.
En 2013, HFZ y su socio Fortress Investment Group compraron a Westbrook Partners cuatro edificios de alquiler en Manhattan, entre ellos The Astor, por más de 610 millones de dólares. A continuación, HFZ convirtió los inmuebles en condominios para la venta.
En marzo de 2015, HFZ adquirió The Belnord en el Upper West Side de Manhattan a Extell por unos 575 millones de dólares. HFZ contrató al arquitecto Robert A. M. Stern para la renovación y conversión del edificio de preguerra en un condominio.
En mayo de 2015, HFZ adquirió un solar de una manzana completa en Chelsea, Manhattan entre las calles 17 y 18, y las avenidas 10 y 11 por 870 millones de dólares a Edison Properties. HFZ está desarrollando la propiedad en un desarrollo de uso mixto de dos torres llamado The XI. Diseñado por el arquitecto Bjarke Ingels, The XI albergará 236 condominios y el primer hotel de Six Senses en Estados Unidos.